# Wazirganj
Wazirganj è una suddivisione dell'India, classificata come nagar panchayat, di 17.452 abitanti, situata nel distretto di Budaun, nello stato federato dell'Uttar Pradesh. In base al numero di abitanti la città rientra nella classe IV (da 10.000 a 19.999 persone).

## Geografia fisica
La città è situata a 28° 13' 0 N e 79° 2' 60 E e ha un'altitudine di 173 m s.l.m..

## Società

### Evoluzione demografica
Al censimento del 2001 la popolazione di Wazirganj assommava a 17.452 persone, delle quali 9.343 maschi e 8.109 femmine. I bambini di età inferiore o uguale ai sei anni assommavano a 3.371, dei quali 1.745 maschi e 1.626 femmine. Infine, coloro che erano in grado di saper almeno leggere e scrivere erano 7.380, dei quali 4.793 maschi e 2.587 femmine.